# Michal Benčík
Michal Benčík (11. září 1932 – 15. února 2015) byl slovenský a československý právník a politik, za normalizace funkcionář KSČ, po sametové revoluci poslanec Sněmovny lidu Federálního shromáždění za Komunistickou stranu Slovenska, později za Stranu demokratické levice. V 90. letech poslanec Národní rady SR.

## Biografie
31. srpna 1968 byl kooptován za člena Ústředního výboru Komunistické strany Československa. V letech 1969–1970 se uvádí jako účastník zasedání Ústředního výboru Komunistické strany Slovenska. V letech 1970–1972 působil na postu generálního prokurátora Slovenské socialistické republiky, od roku 1972 jako ředitel Právnického ústavu ministerstva spravedlnosti SSR.
Jeho politická kariéra trvala i po sametové revoluci. Ve volbách roku 1990 zasedl do Sněmovny lidu (volební obvod Západoslovenský kraj) za KSS, která v té době byla ještě slovenskou územní organizací celostátní Komunistické strany Československa (KSČS). Postupně se ale osamostatňovala a na rozdíl od sesterské strany v českých zemích se transformovala do postkomunistické Strany demokratické levice, do jejíhož klubu přešel. Byl členem Komise pro přípravu Ústavy ČSFR. Mandát za SDĽ obhájil ve volbách roku 1992. Ve Federálním shromáždění setrval do zániku Československa v prosinci 1992.
V roce 1994 působil jako vědecký pracovník Právnického institutu slovenského ministerstva spravedlnosti.
V parlamentních volbách na Slovensku roku 1994 byl zvolen poslancem Národní rady Slovenské republiky za koalici Spoločná voľba, jejíž součástí se Strana demokratické levice stala. K roku 1998 byl předsedou poslaneckého klubu SDĽ.